# Земљина тежа
Земљина тежа или гравитационо поље Земље је простор у коме делује Земљина гравитација, која се означава са G и представља убрзање које Земља саопштава телима која се крећу близу њене површи. Јединица за гравитационо убрзање, према СИ систему јединица, је . Просечна вредност гравитационог убрзања је 9.8 , што значи да би у условима одсуства отпора ваздуха било који објекат падао на површину Земље убрзањем од 9.8 . 
Јачина гравитационог поља Земље, варира у зависности од географске ширине. Просечна вредност гравитационог убрзања на површи Земље назива се нормална вредност, и износи, према дефиницији, 9.80665 .

## Историјат проучавања
Прва проучавања Земљине гравитације вршио је Галилео Галилеј 1589. године. Према легенди, Галилеј је бацао тела различите масе са кривог торња у Пизи, и на тај начин одредио да брзина слободног пада тела не зависи од масе тела. Међутим, познато је и да је вршио експерименте са клатнима, па је и вредност гравитационог убрзања одредио на основу експеримената са њима.
Кристијан Хајгенс је, 1656. године, конструисао први часовник са клатнима. Он је, на основу мерења периоде осциловања клатна, одређивао гравитационо убрзање. 
Француски астроном Жан Рише је први утврдио да се гравитационо убрзање мења са географском ширином. Проучавао је периоде осциловања клатна на различитим тачкама на Земљи. Установио је да клатно часовника спорије осцилује у Гвајани него у Паризу, на основу чега је закључио да је гравитационо привлачење у Гвајани слабије, зато што се налази даље од центра Земље него Париз. 
На основу истраживања Жана Ришеа, Исак Њутн је показао да је облик Земље „спљоштена сфера“. Такође, Њутн је дао објашњења многих појава, као што су ексцентричне орбите комета, варијације плиме и осеке, прецесија осе ротације Земље, гравитациони утицај Сунца на кретање Месеца.
Пјер Буге је, у периоду од 1735 – 1745. године, извео велики број мерења гравитационог убрзања клатнима. Буге је успоставио многе основне гравиметријске релације, везане за промене гравитационог убрзања са надморском висином и географском ширином, утицај гравитационог привлачења планина на резултате мерења убрзања, као и густину Земље.
Алексис Клеро је, 1743. године, показао да спљоштеност Земље може да се одреди на основу гравиметријских података. Он је извео формулу за рачунање промене гравитационог убрзања са географском ширином на површи Земље (Клероове формуле).
Барон Лоранд фон Етвеш је, 1890. године, конструисао прву торзиону вагу, инструмент за мерење првих извода гравитационог убрзања. Торзионе ваге су, 1922. године, први пут искоришћене за геофизичка истраживања лежишта нафте и гаса. Лежиште нафте је први пут откривено применом геофизичких метода истраживања, када је 1924. године, тест бушотина у Тексасу потврдила резултате интерпретације гравиметријских података.

## Сила привлачења
У свакој тачки Земљине површи, Земљина тежа {\displaystyle F_{t}}, представља резултанту силе привлачења масе целе Земље, {\displaystyle F_{p}}, и центрифугалне силе, {\displaystyle F_{c}}, која настаје због ротације Земље око своје осе:
У поређењу са силом привлачења, центрифугална сила има мали интензитет, и није везана расподелом маса у Земљи. Рачуна се на основу обрасца:
где {\displaystyle a_{c}} представља центрифугално убрзање, {\displaystyle m} је јединична маса на површи Земље, {\displaystyle r} је радијус ротације и {\displaystyle \omega } представља угаону брзину.
Вредност центрифугалне силе опада од екватора према половима. Максималну вредност има на екватору, због тога што је ту највећи радијус ротације (једнак је полупречнику Земље). На половима, где је радијус ротације једнак нули (због тога што се те тачке налазе на оси ротације), нема центрифугалне силе, односно, вредност центрифугалне силе је најмања и износи нула.
Основну компоненту силе теже чини сила привлачења. У складу са Њутновим законом о привлачењу маса, две тачкасте масе {\displaystyle m_{1}} и {\displaystyle m_{2}}, које се налазе на растојању {\displaystyle r}, узајамно се привлаче силом чији је интензитет:
где {\displaystyle K} представља универзалну гравитациону константу, чија је вредност {\displaystyle 6.673\cdot 10^{-11}{\frac {Nm^{2}}{kg^{2}}}}.
Сила, којом Земља привлачи јединичну масу на својој површи, дата је формулом:
где је {\displaystyle M} – маса Земље, {\displaystyle R} – полупречник Земље. 
Тела, на која Земља делује силом теже, добијају убрзање, које је бројчано једнако количнику интензитета силе теже и масе тела. Јединица за убрзање у СИ систему јединица је {\displaystyle {\frac {m}{s^{2}}}}. На 15. конференцији Међународне уније за геодезију и геофизику, предложено је да се та јединица назове Галилео {\displaystyle (Gl)}, у част Галилеа Галилеја. Међутим, како је та јединица доста велика, за потребе гравиметрије је предложена јединица микрогалилео. У периоду до ступања на снагу јединица СИ, у широкој употреби је била јединица милигал:
{\displaystyle 1mgal=10^{-5}{\frac {m}{s^{2}}}}.
Ова јединица је и даље у широкој употреби у гравиметрији. 

## Гравитациони потенцијал
Гравитациони потенцијал, или потенцијална функција силе привлачења, рачуна се по формули:
{\displaystyle U=K\cdot \int \limits _{V}{\frac {1}{r}}\ dm}
Ова функција има својство да су њени парцијални изводи по координатама {\displaystyle (x,y,z)} једнаки компонентама силе привлачења по одговарајућим координатним осама:
{\displaystyle F_{x}={\frac {\partial U}{\partial x}},F_{y}={\frac {\partial U}{\partial y}},F_{z}={\frac {\partial U}{\partial z}}}
Прираштај потенцијала силе привлачења {\displaystyle dU}, приликом премештања масе из тачке {\displaystyle B(x,y,z)} у тачку {\displaystyle B'(x',y',z')} рачуна се преко парцијалног извода функције {\displaystyle U}, по формули:
{\displaystyle dU={\frac {\partial U}{\partial x}}\cdot dx+{\frac {\partial U}{\partial y}}\cdot dy+{\frac {\partial U}{\partial z}}\cdot dz}
Величине {\displaystyle dx,dy,dz} могу да се изразе као: {\displaystyle dx=dscos(s,x),dy=dscos(s,y),dz=dscos(s,z)}, па се добија да је:
{\displaystyle dU=ds[F_{x}cos(s,x)+F_{y}cos(s,y)+F_{z}cos(s,z)]}
Пошто су {\displaystyle F_{x},F_{y},F_{z}} компоненте силе по координатним осама, онда је претходна формула једнака са:
{\displaystyle dU=Fds[cos(F,x)cos(s,x)+cos(F,y)cos(s,y)+cos(F,z)cos(s,z)]}
тј. 
{\displaystyle dU=F_{s}ds},
где је {\displaystyle F_{s}} пројекција силе привлачења на правац {\displaystyle s}.